# SN 2000bd
SN 2000bd – supernowa odkryta 10 marca 2000 roku w galaktyce A130720-0105. W momencie odkrycia miała maksymalną jasność 20,50m.